# شصية زراعية
الشُصِيّة الزِراعيّة وهي فصيلة صغيرة من رتبة الأسماك الشصية.

## معرض صور

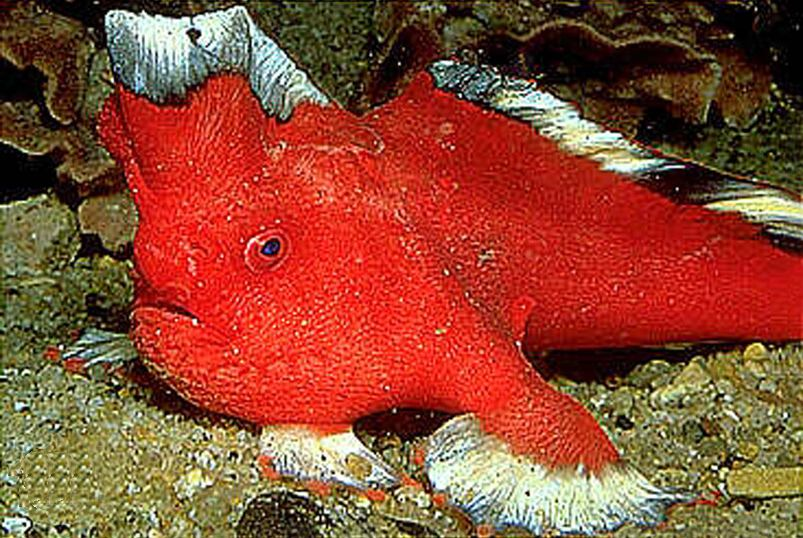
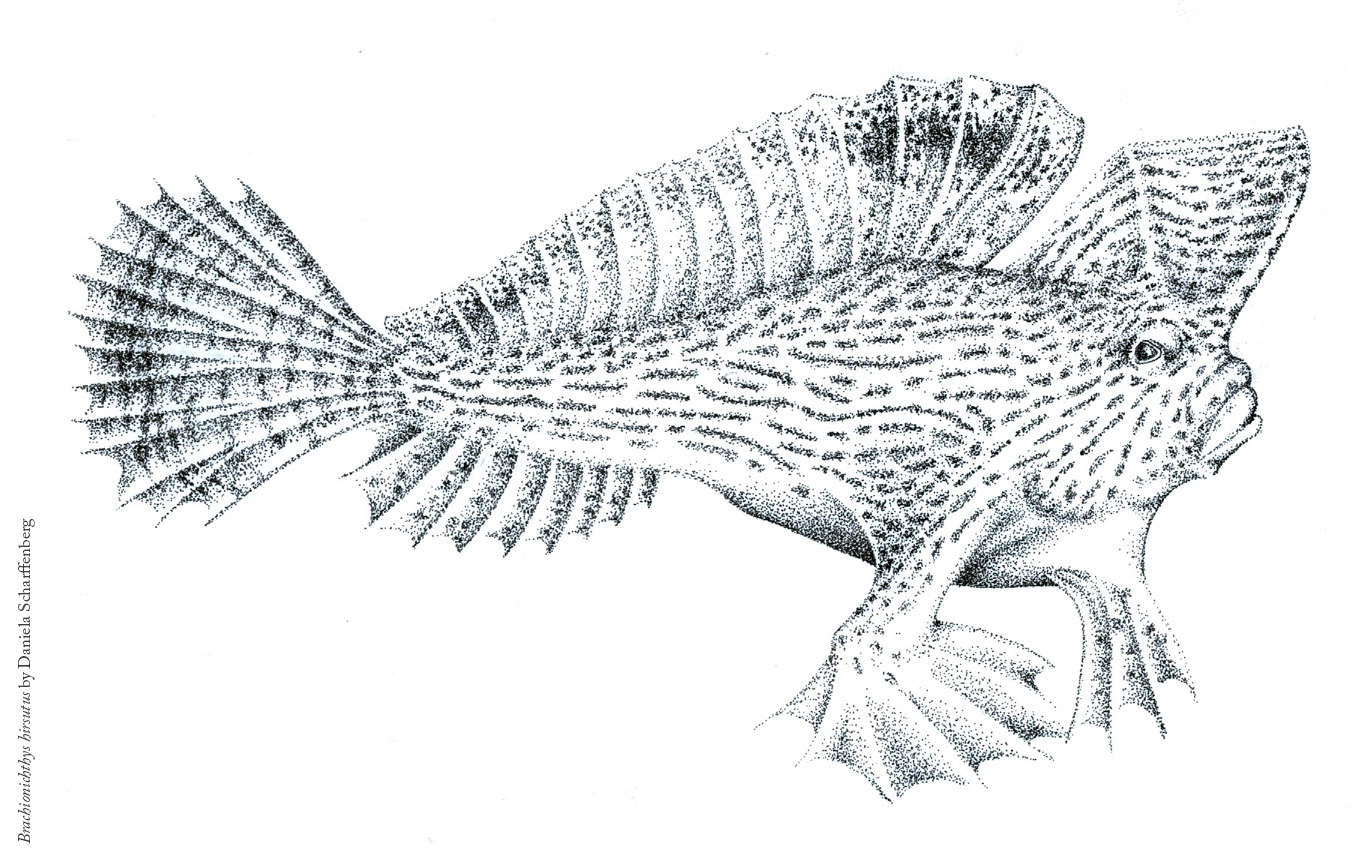
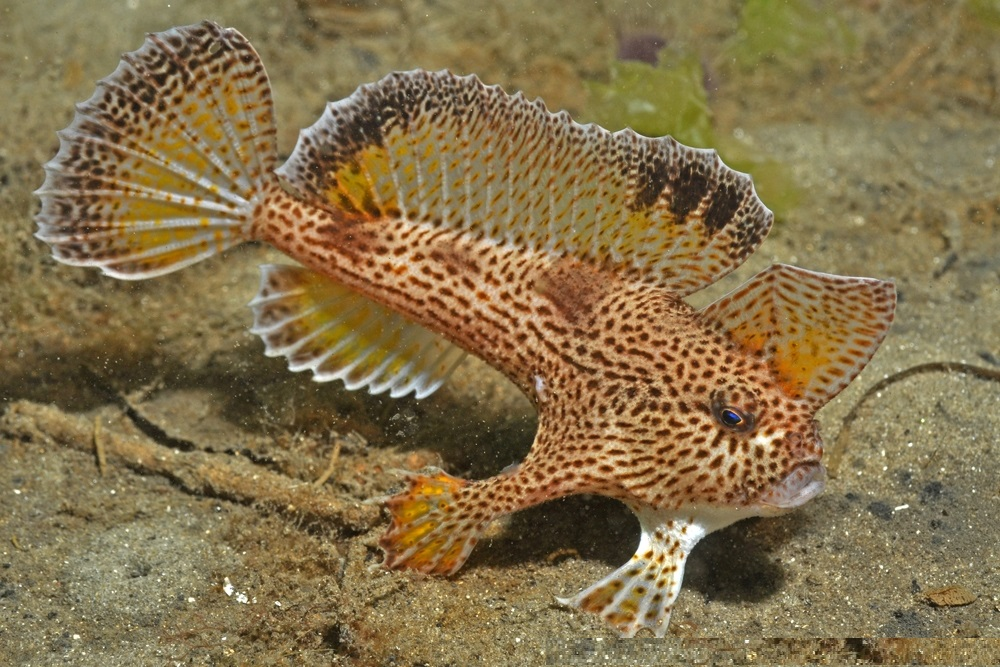
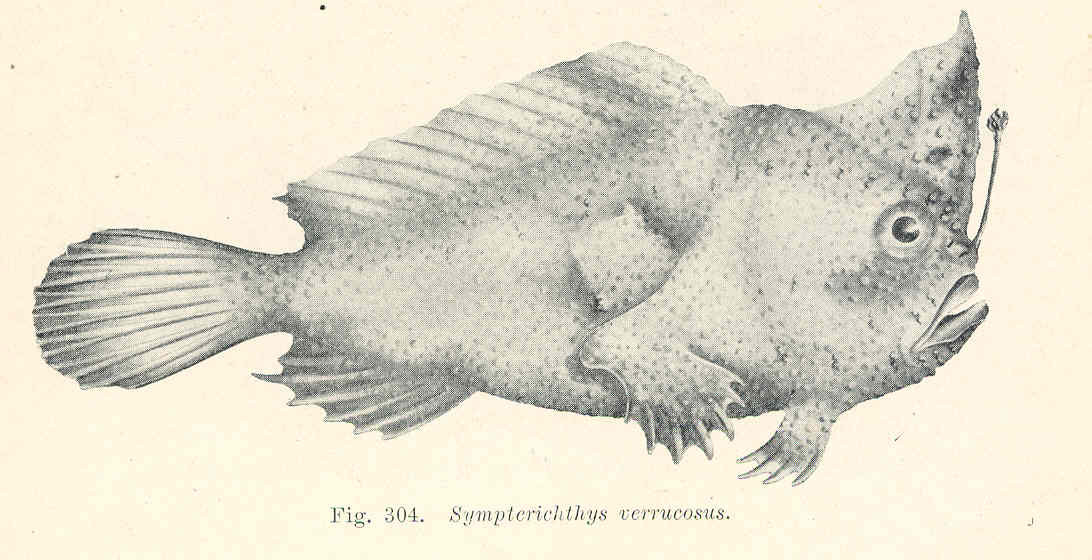
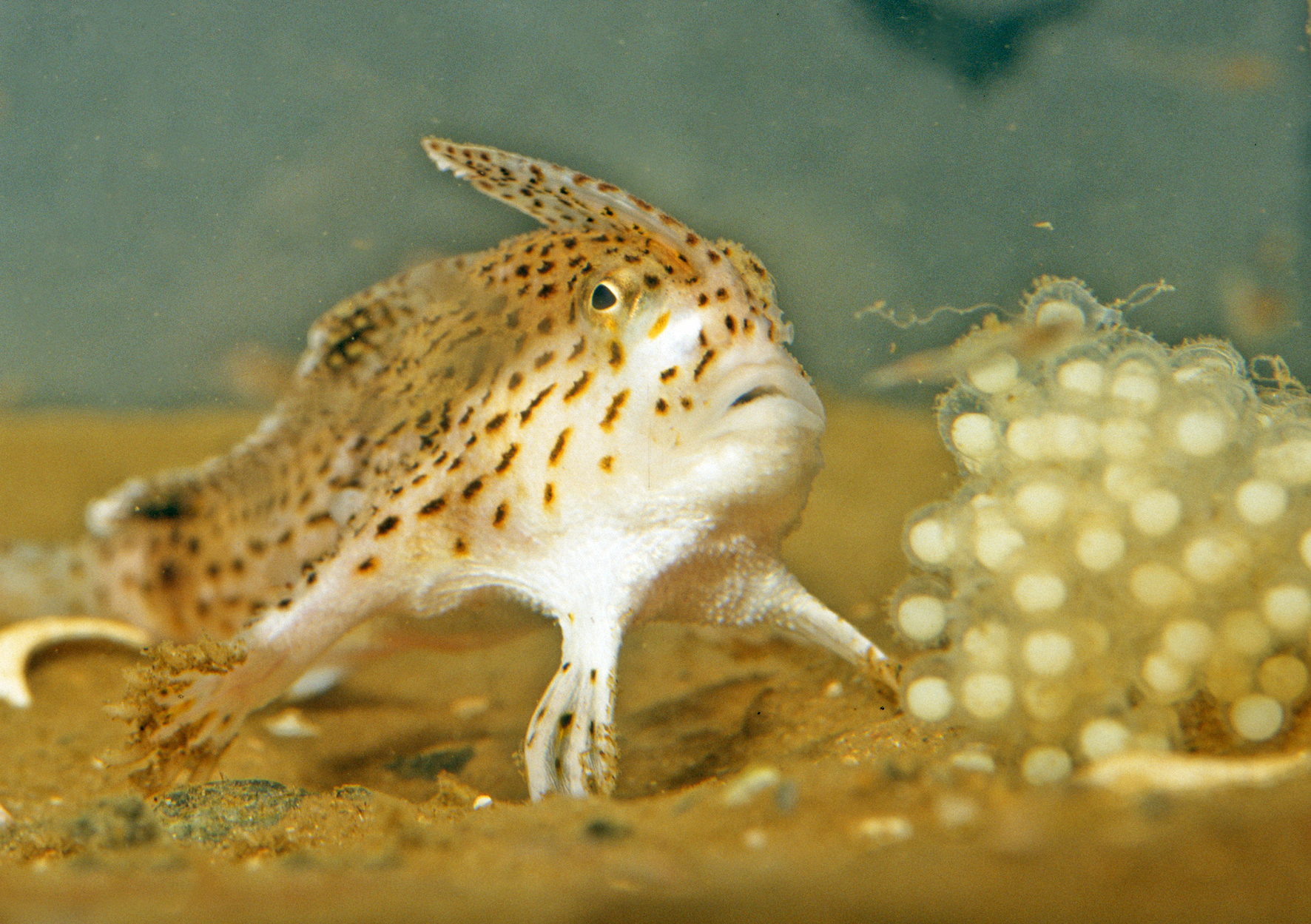